# 바츠와프 시에로셰프스키

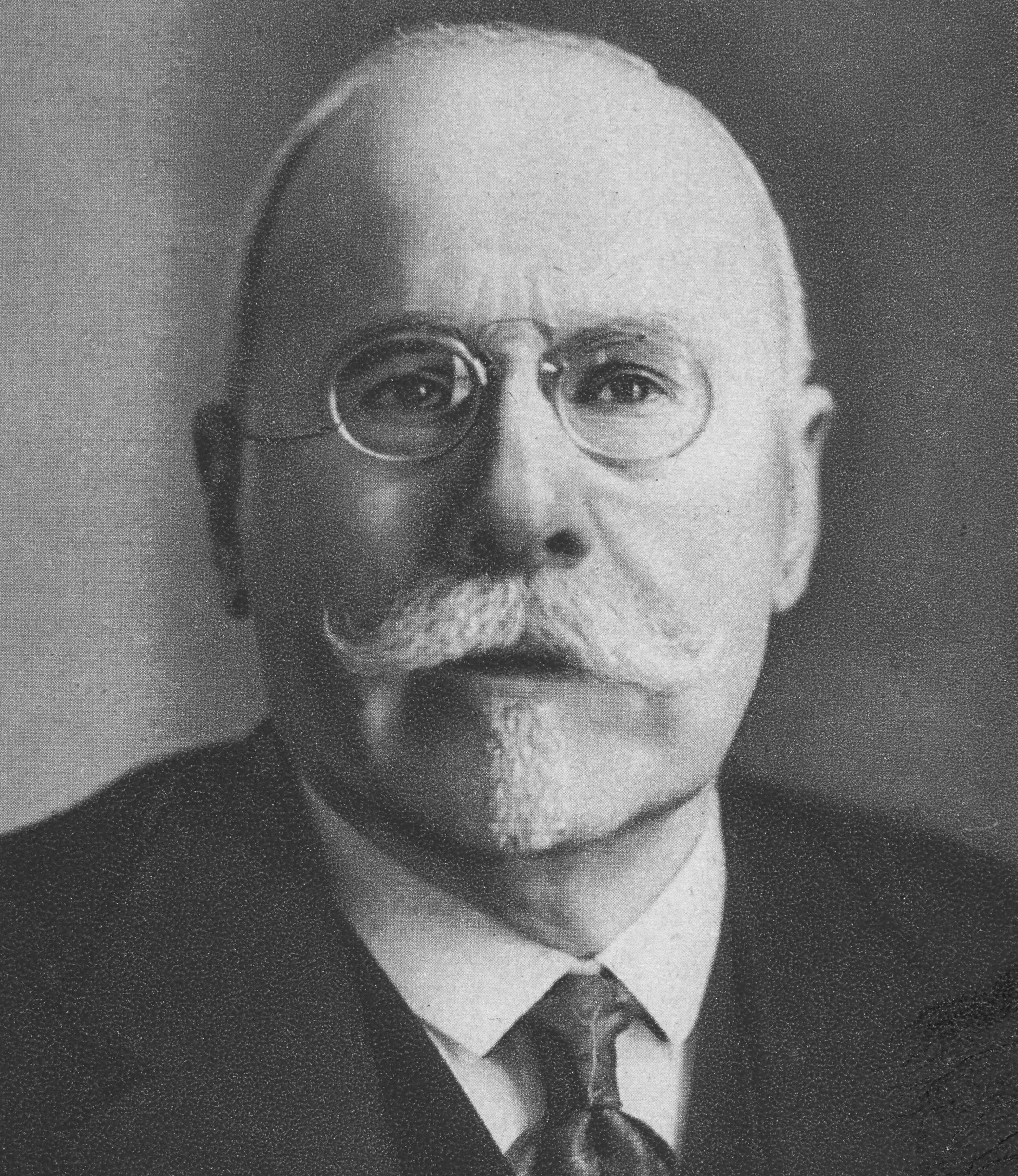

바츠와프 카예탄 시에로셰프스키(폴란드어: Wacław Kajetan Sieroszewski, 러시아어: Вацлав Серошевский 바츨라프 세로솁스키[*], 1858년 ~ 1945년)는 폴란드의 작가, 정치인, 제1차 세계 대전 참전 용사이다.

## 생애
제정 러시아의 지배를 받고 있던 폴란드의 불카 코즐로프카의 지주 집안에서 1858년에 출생했다. 그러나 아버지가 1863년 폴란드 독립을 위한 무장 봉기에 참여한 뒤 해외로 도피해 객지에서 사망하고 어머니도 1868년 사망함에 따라 바르샤바의 친척 집에서 지내면서 바르샤바 제3김나지움에서 수학했다. 당시 그는 반러 학생 비밀결사에 참여해 러시아어를 사용하지 않기로 맹세했고 그로 인해 퇴학을 당했다. 이후 그는 목공소에서 일하다가 철도학교에 입학했고 사회주의 노동자 비밀결사에 가입해 활동하기 시작했다. 이에 따라 1878년 체포되어 바르샤바 성채에 수감되었으며, 1879년에는 바르샤바 성채 폭동에 참여한 죄로 8년 형을 선고받았으나 후에 이 선고가 동시베리아 유형으로 변경되었다. 그 후 1880년에 유형지인 야쿠티아 베르호얀스크에 도착했으며, 1892년 유형에서 풀려나기까지 다양한 문학 작품을 썼으며 단행본 ≪야쿠트인≫을 저술하기 시작했다. 유형에서 풀려나 이르쿠츠크로 이주해 독지가의 후원과 러시아 지리학회 및 포타닌, 클레멘츠 등 저명한 지리, 민속학자들의 도움으로 ≪야쿠트인≫ 저술을 지속했다. 러시아어로 저술된 이 책은 1896년 상트페테르부르크에서 ≪야쿠트인. 민족지학적 연구 경험≫이라는 제목으로 출판되었다. 이 책은 페테르부르크대학의 저명한 고고학, 동방학 교수 N. 베셀롭스키의 추천으로 러시아 지리학회의 ‘작은 금메달’을 수상하기도 했다. 그 후 세로솁스키는 1897년에 폴란드 귀국 허가를 받았으며, 1902년에 극동 탐사를 나섰다. 시베리아 횡단철도로 이르쿠츠크까지 갔다가 거기서 만주를 거쳐 일본에 도착해 사할린 섬에서 아이누족을 연구하기도 했으며, 러일 간 긴장이 발생하자 1903년 가을에 일본, 조선, 중국, 실론 섬, 이집트, 이탈리아를 거쳐 귀국했다. 이때의 경험을 바탕으로 저술한 여행기에 ‘조선’에 관한 부분이 포함되어 있기도 하다. 그 후 그는 조국 폴란드에서 반정부 민족 투쟁을 지속했고, 폴란드 독립 이후 1920∼1921년에 선전상, 1927∼1930년 폴란드 작가협회장, 1933∼1934년 폴란드 문학아카데미 총장 등을 역임하며 민족주의 노선의 정치 활동을 지속하다가 1945년에 사망했다.